# Corga
Corga ou Acorga era, em 1747, um lugar da freguesia de São Martinho de Pindo, Arciprestado de Pena-Verde, termo de Penalva, Bispado e Comarca da cidade de Viseu, Província da Beira Alta. Tinha sessenta e seis vizinhos, sendo um dos mais populosos da freguesia.
Havia nela uma ermida de grande antiguidade, com o nome de Hospital, tendo por orago Nossa Senhora da Expectação. Não se pôde averiguar o ano certo da sua fundação, mas mandara-a fazer mais de duzentos anos antes um cavalheiro, de que se dizia por tradição se chamar N. Esteves. A ermida era sagrada, como também os três altares de que constava. Nas paredes se viam de embutido cinco sepulturas altas, além de outra da parte de fora junto à capela-mor, e não se sabia de quem seriam. Era rica de fazendas, e tinha muitas emprazadas, de cujo rendimento se pagava a dois capelães, que tinham obrigação de missa quotidiana. Estes capelães eram da apresentação dos Bispos de Viseu, e eram os que a visitavam imediatamente, e não os seus visitadores, somente os que vinham com jurisdição ordinária, aos quais se lhe davam oitocentos reis para o jantar, sem outro algum emolumento. O principal administrador é o Prelado Ordinário, na qual também entrava por administrador, conforme a instituição, o pároco da freguesia de São Martinho de Pindo. Porém, havia anos que se lhe tinha tirado, e a dava o Bispo in solidum. O administrador, pagos os capelães, ficava com o mais rendimento, que chegava a quinhentos mil reis.
Havia nesta capela e hospital quatro mercieiras, as quais eram obrigadas a ouvir as duas missas dos capelães, e rezar nelas cada dia certa reza pela alma do instituidor. Habitavam em seu pátio fechado em aposentos separados, e outro para os capelães, de que não usavam. As quatro mercieiras pagava também o administrador.
Contava-se por causa de admiração se terem juntado sete bispos no acto de sagração desta ermida.